# Kościół św. Marii w Angermünde
Kościół św. Marii – protestancka świątynia parafialna w niemieckim mieście Angermünde, w Brandenburgii. 

## Historia
Budowę świątyni ukończono około 1250 roku. Pierwotnie świątynia posiadała 17 ołtarzy bocznych oraz krzyż z dziewięcioma postaciami świętych w tęczy. 1744 rok przyniósł świątyni nowe organy projektu Joachima Wagnera. W 1867 w wyniku reformacji zamalowano znajdujące się na ścianach freski. W 1909 roku kościół przyozdobiono motywami neogotyckimi. W 1978 odsłonięto część dawnych malowideł ściennych.

## Architektura
Świątynia gotycka, trójnawowa. Wieża kościoła ma wysokość 53 metrów. Nie posiada transeptu.

## Galeria

### Zewnętrze

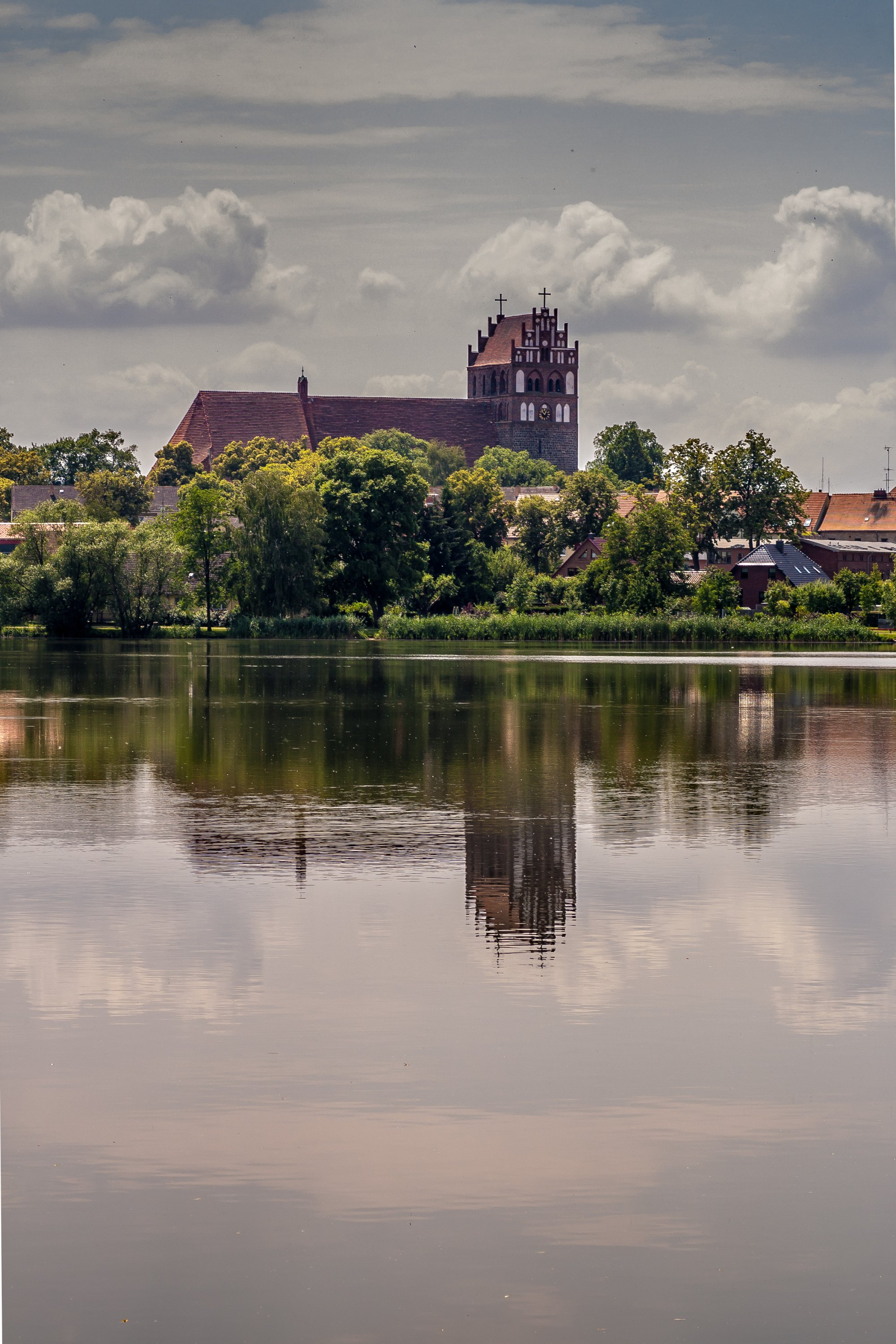
Widok z Mündesee
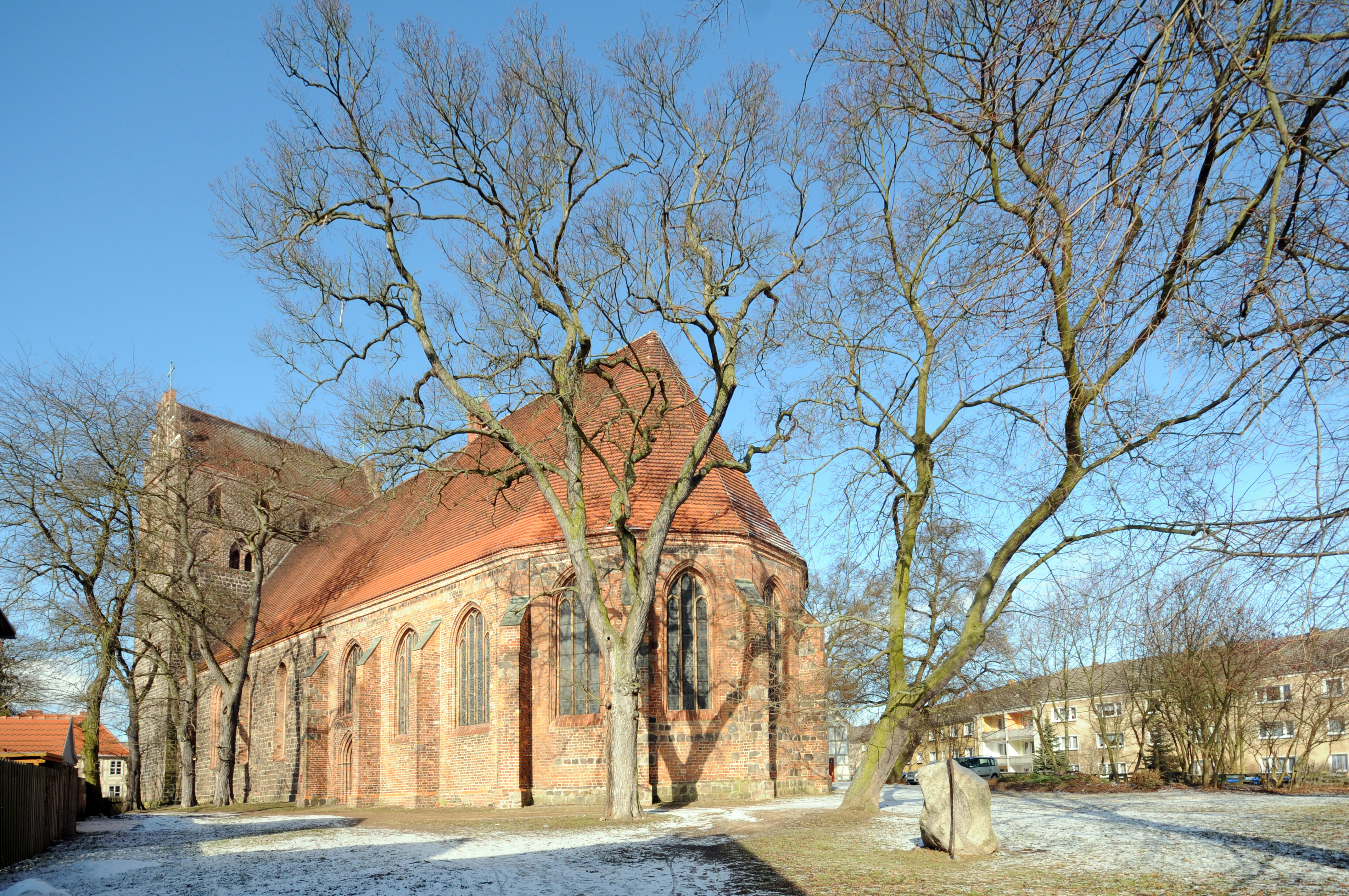
Widok na prezbiterium od południowego wschodu
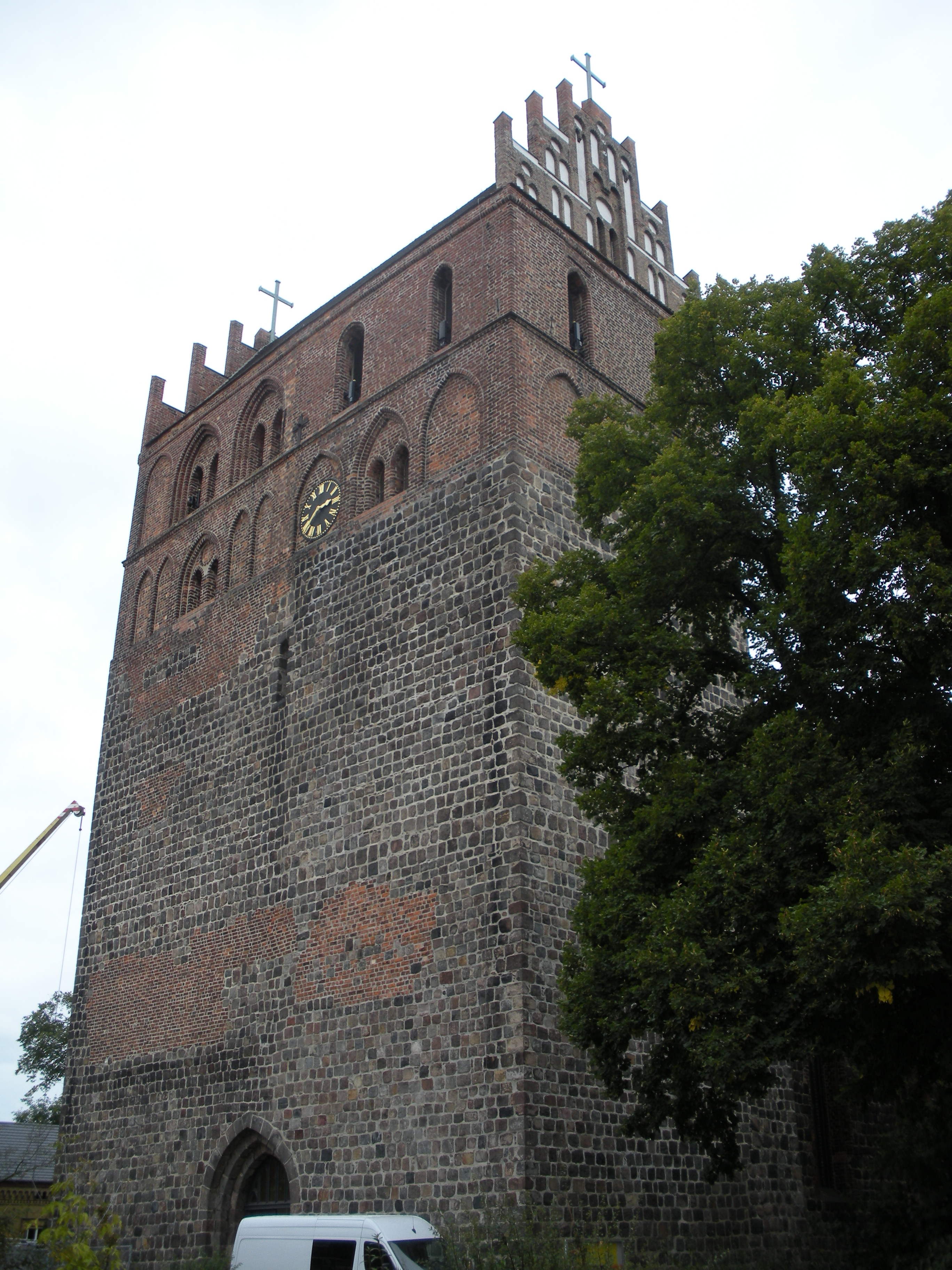
Wieża
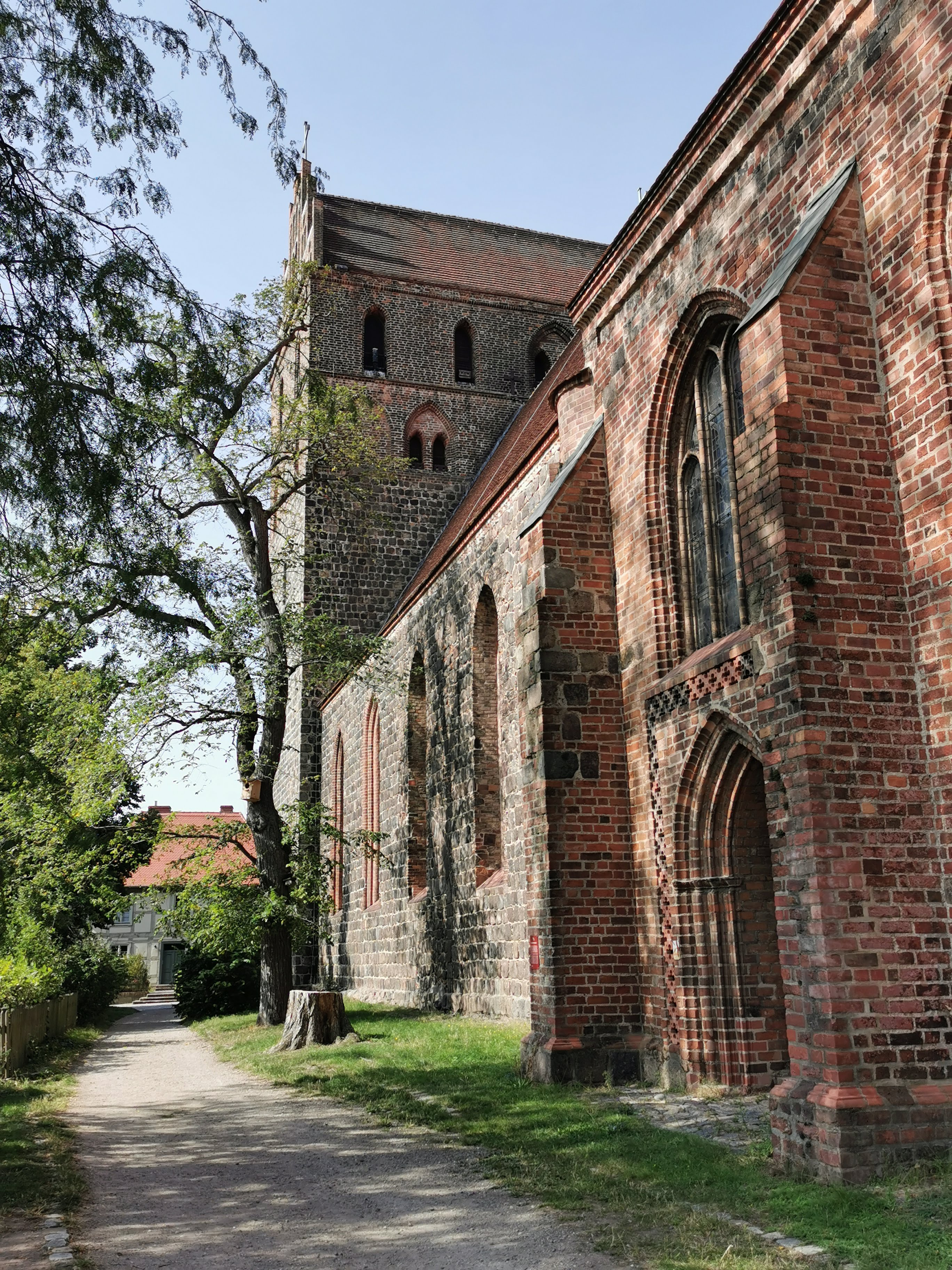
Wieża oraz nawa główna
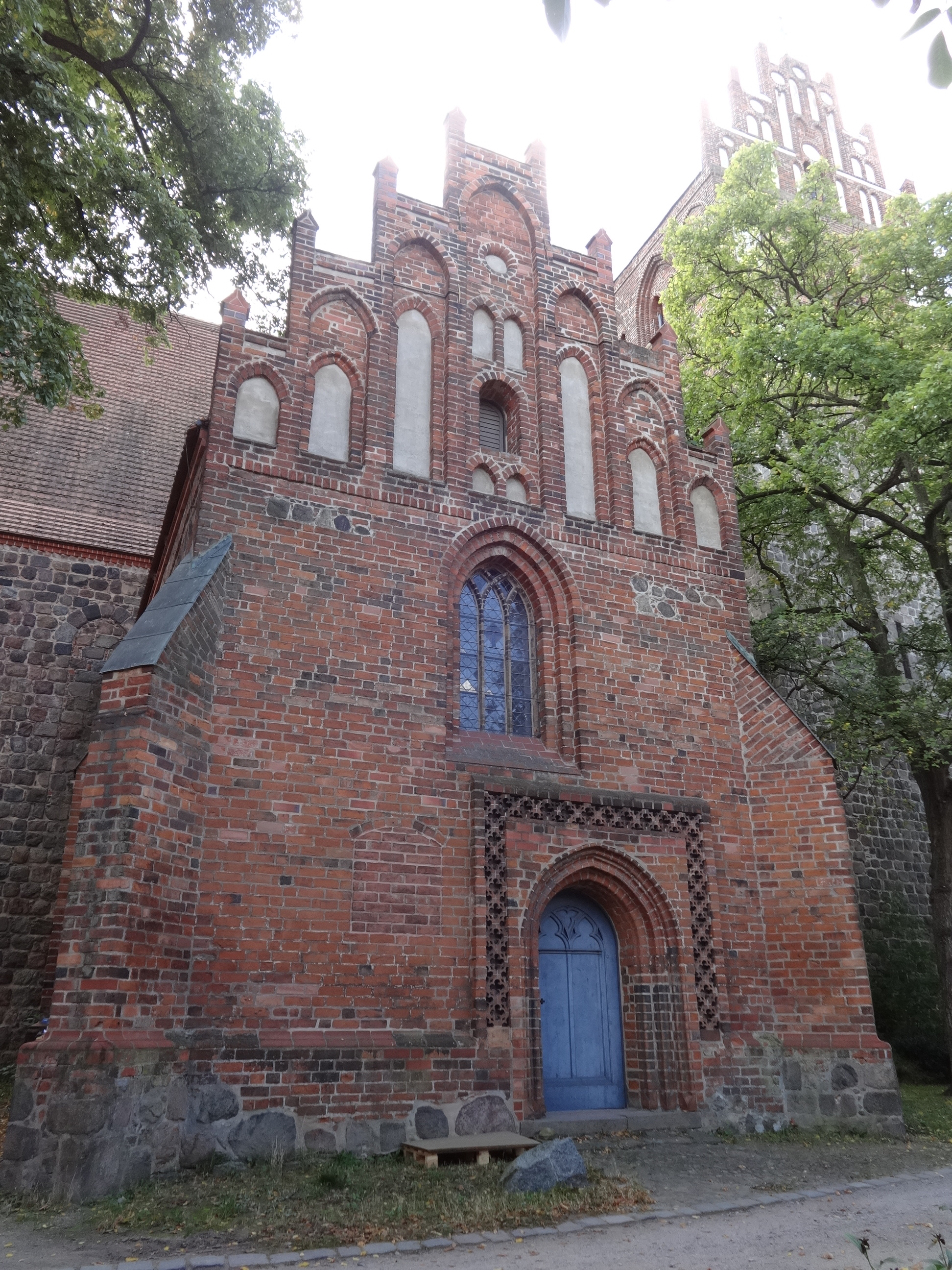
Północna kruchta
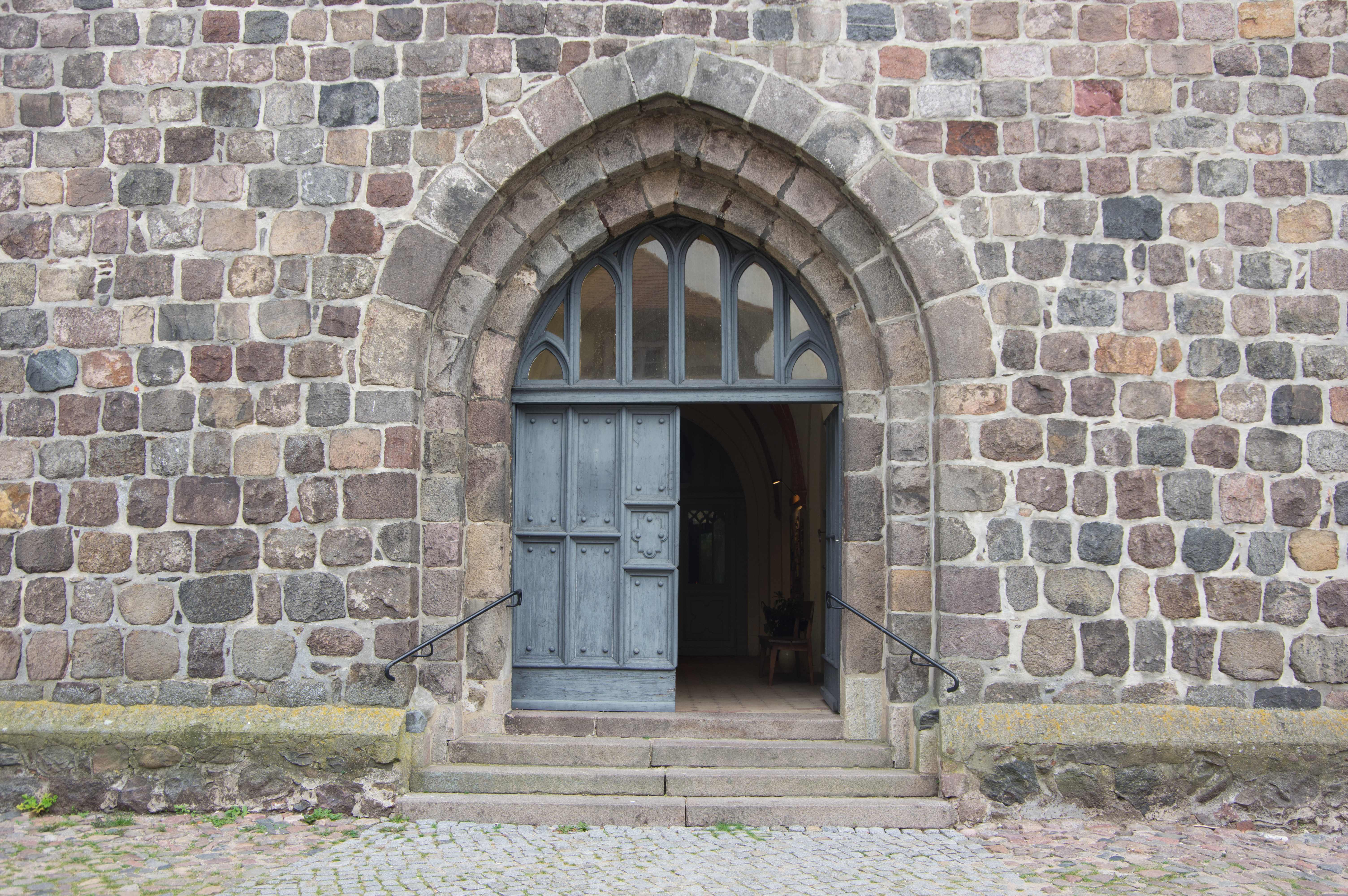
Wejście główne

### Wnętrze

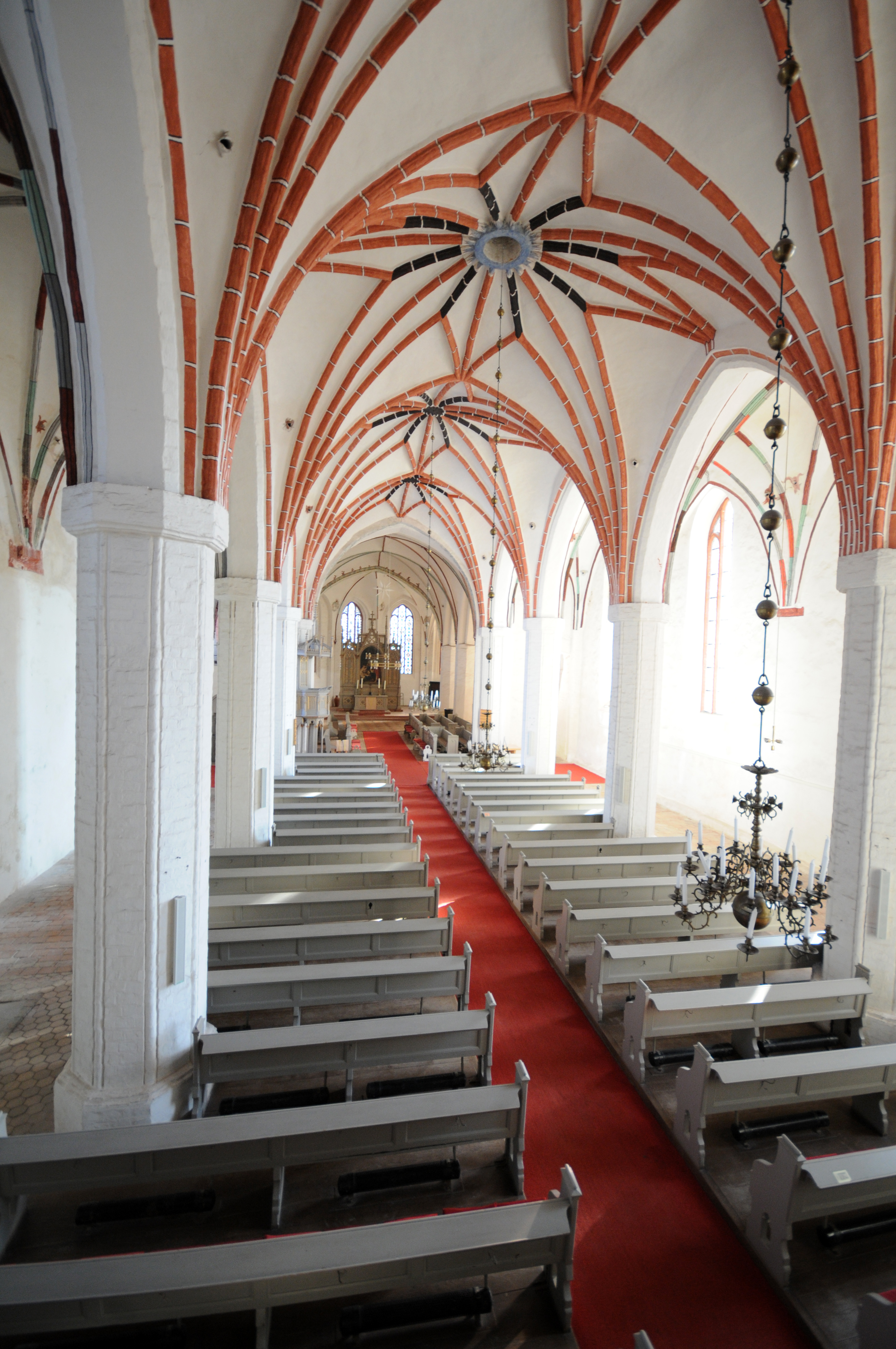
Wnętrze - nawa główna
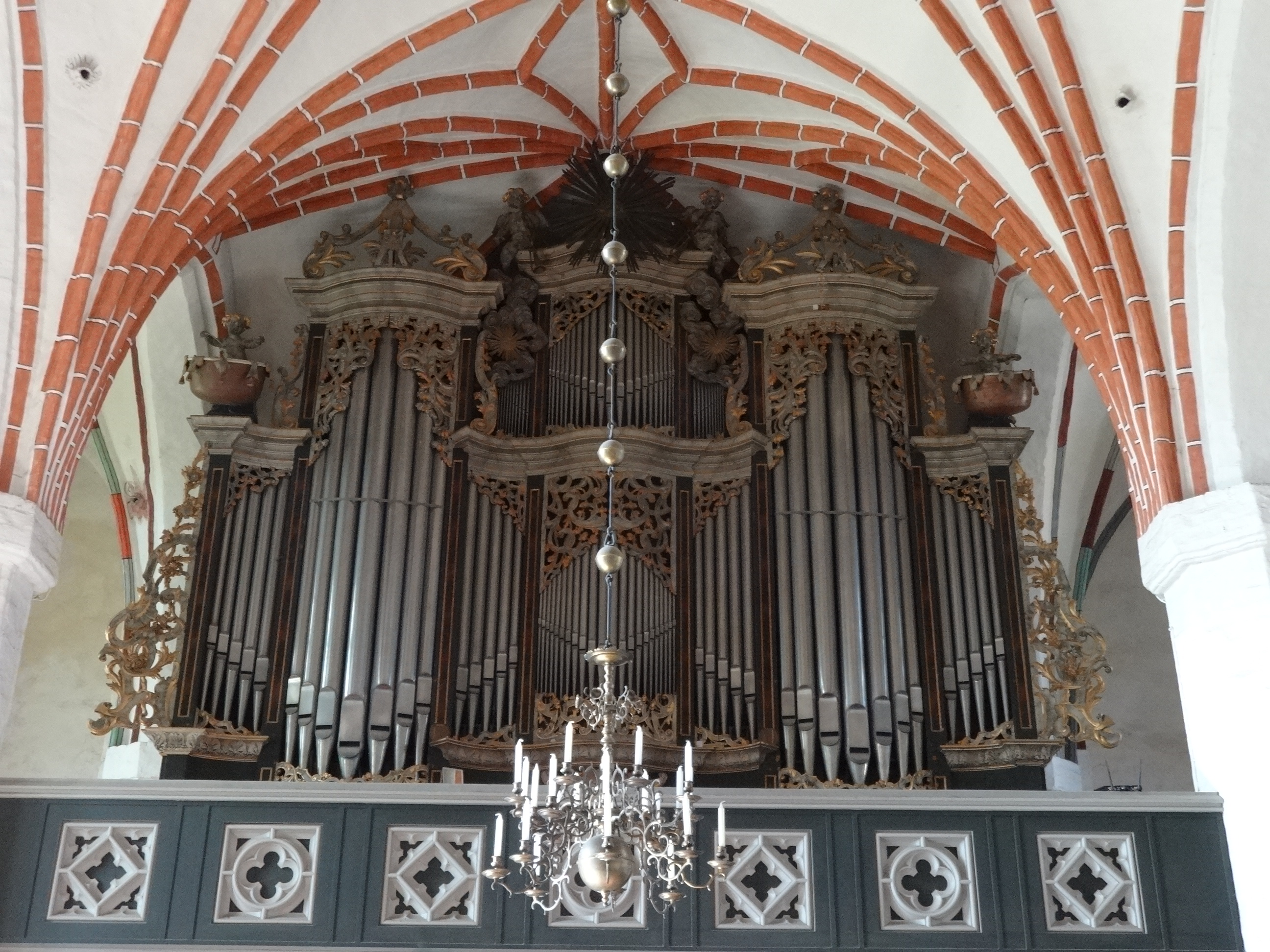
Organy
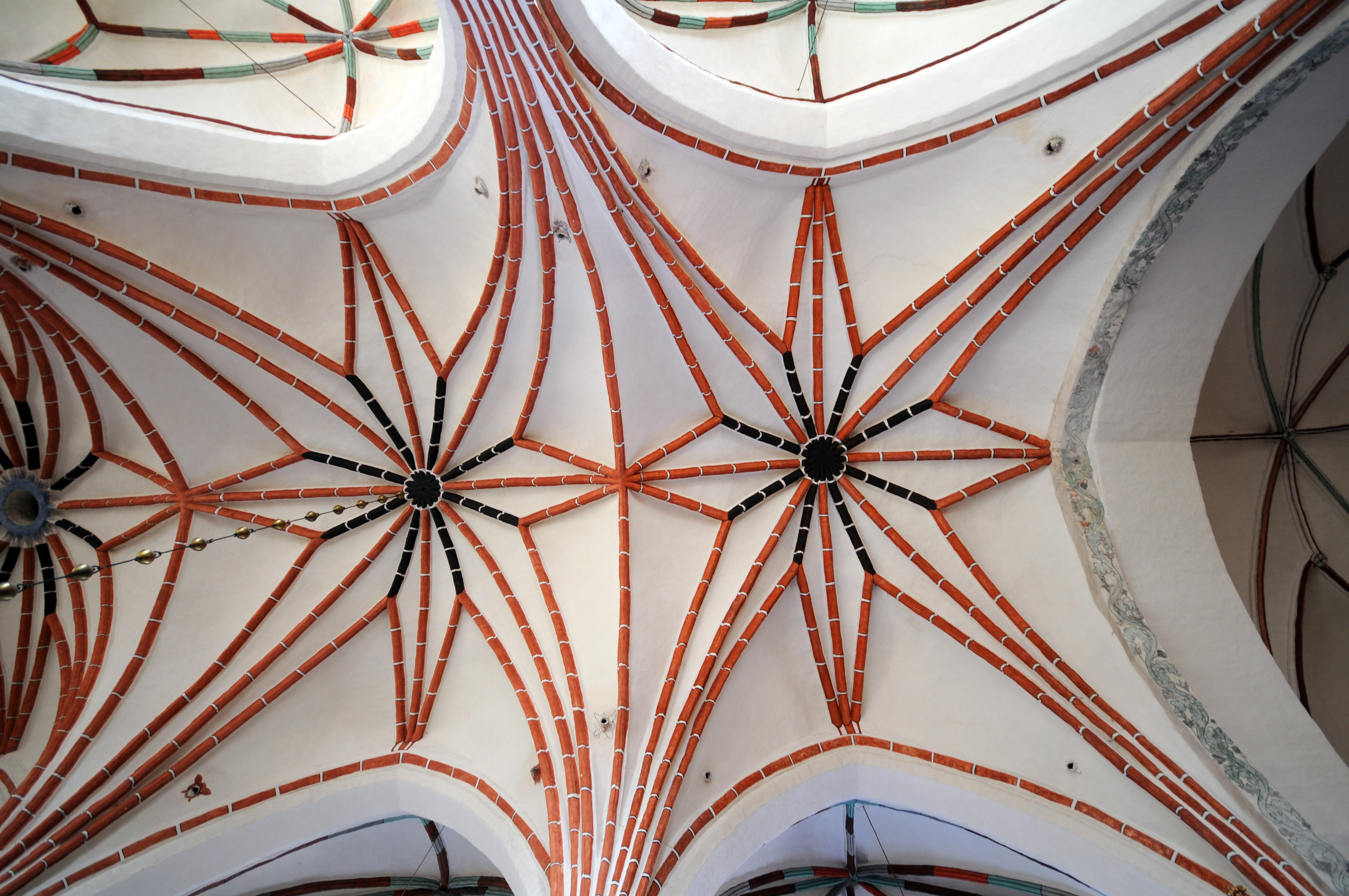
Sklepienie
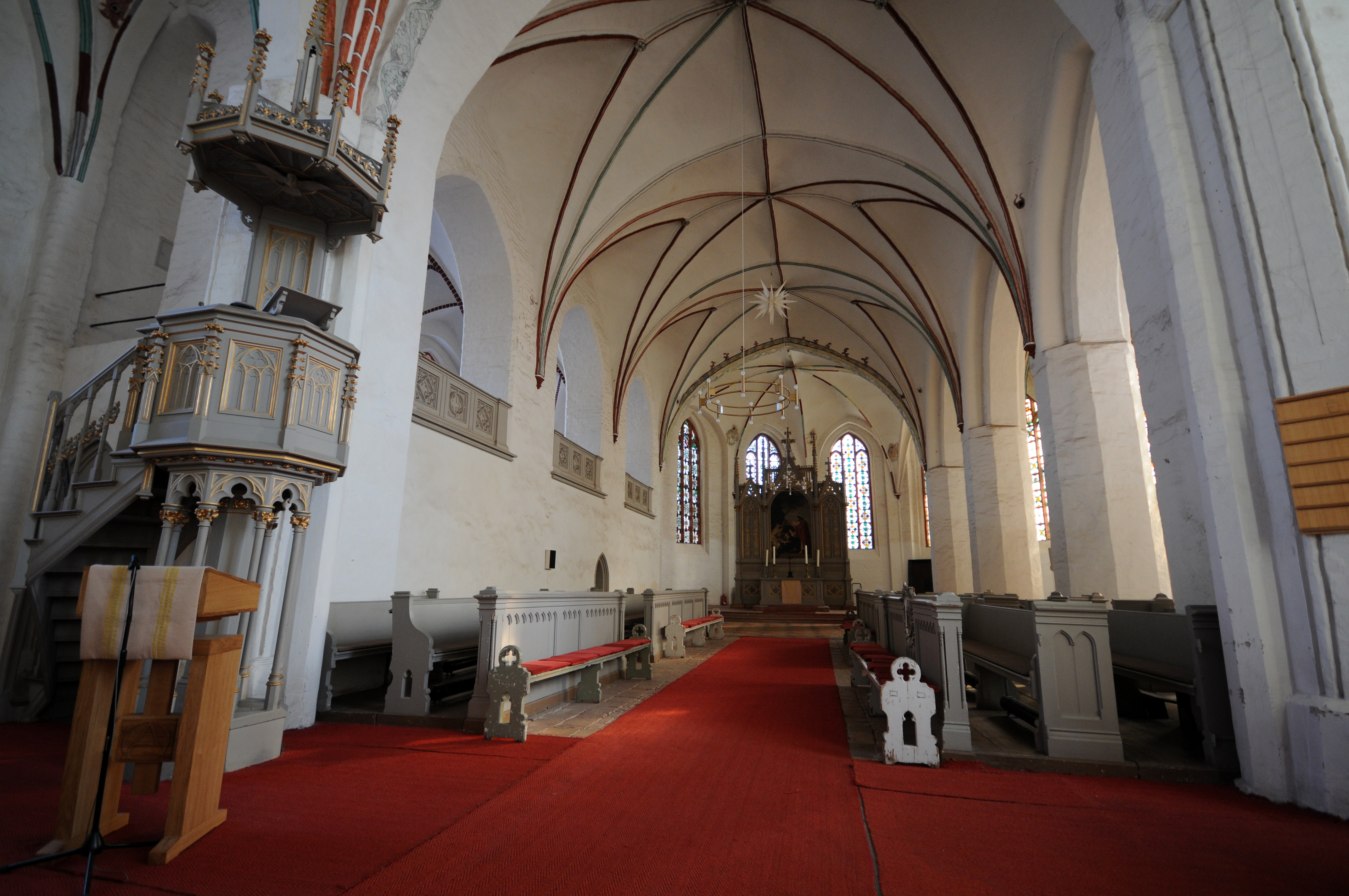
Ambona i prezbiterium
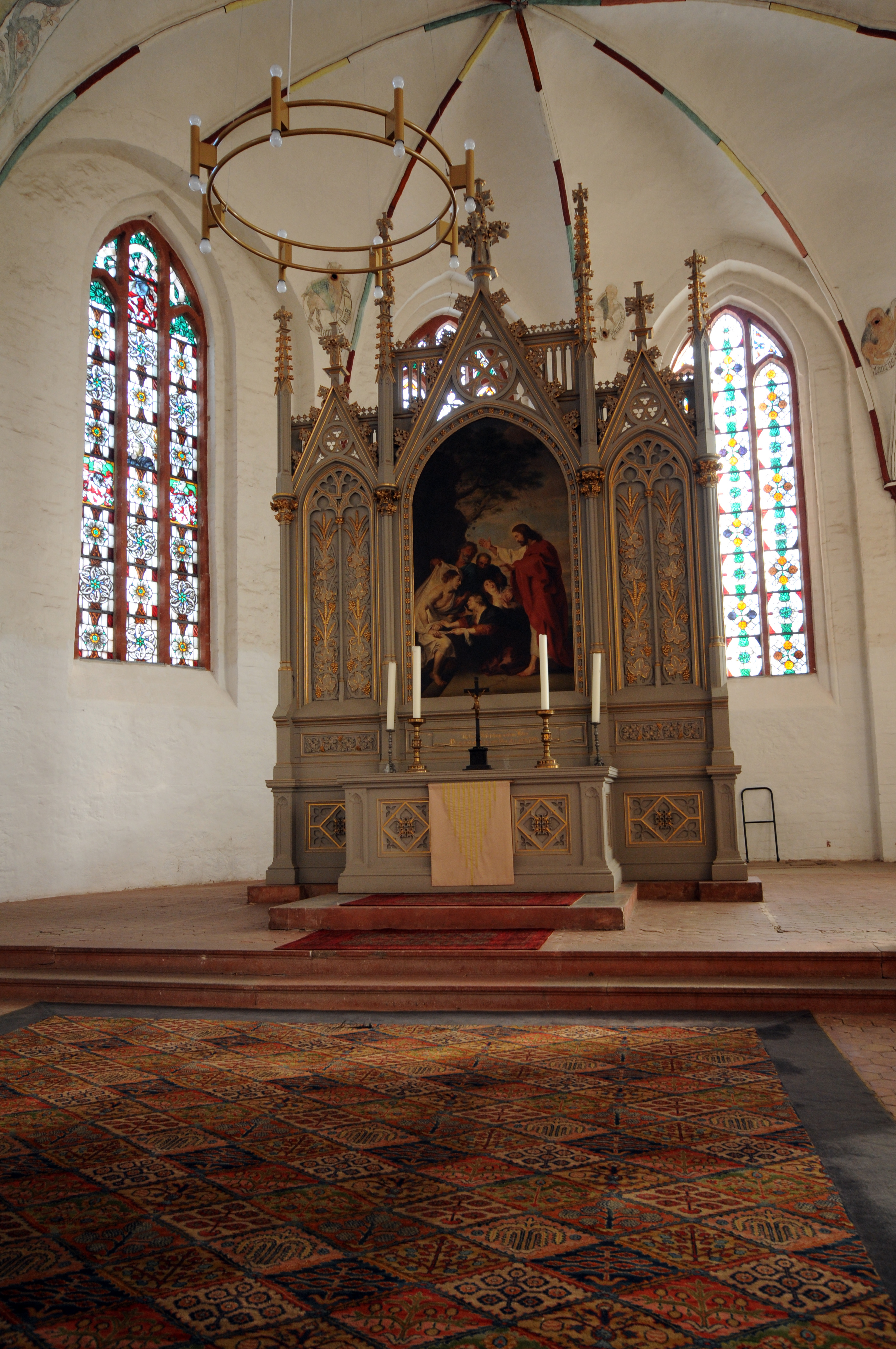
Ołtarz główny
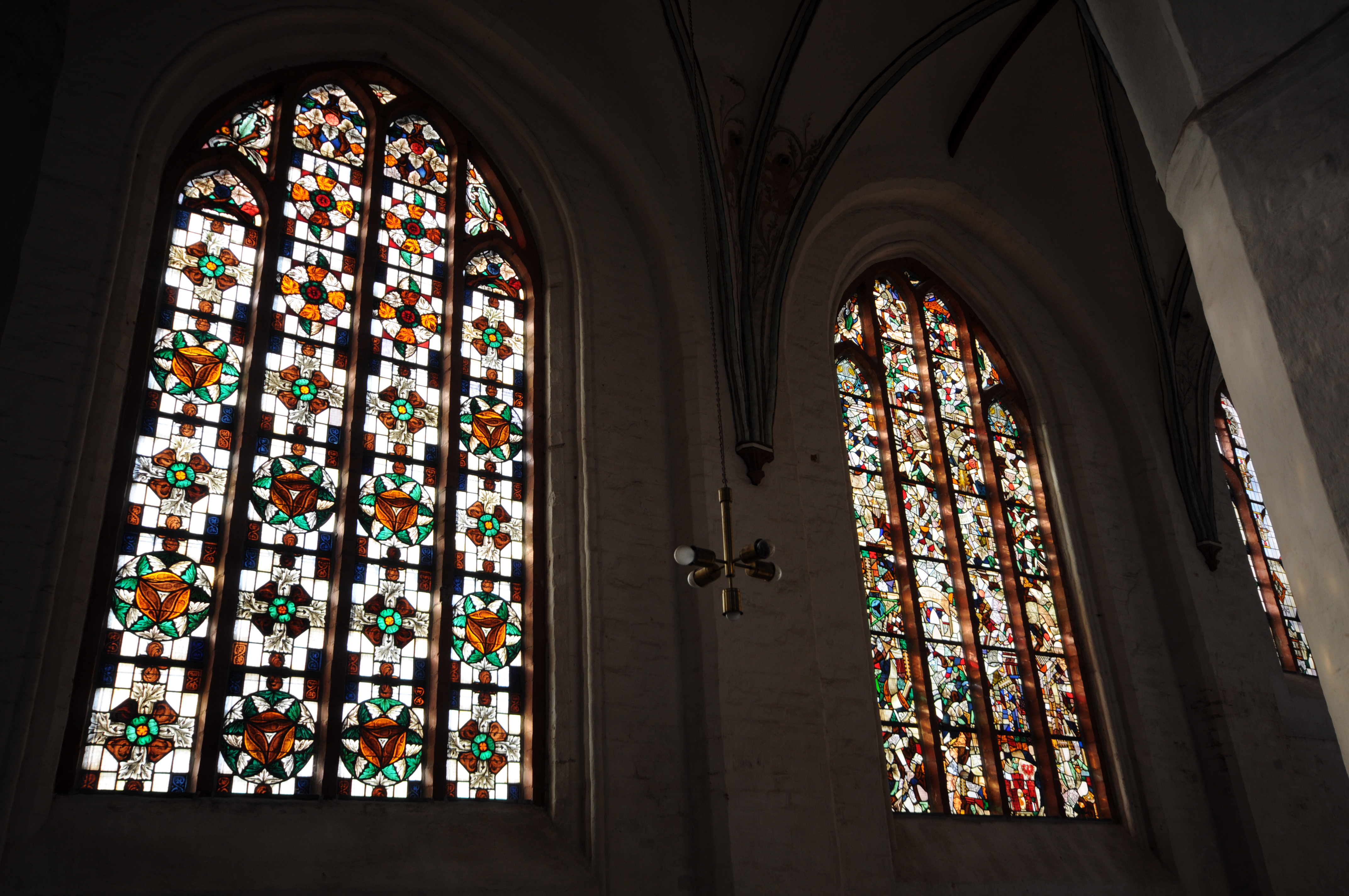
Witraże w prezbiterium